# Чкаловский (Ставропольский край)
Чка́ловский — посёлок в Будённовском районе (муниципальном округе) Ставропольского края России.

## География
Посёлок Чкаловский отдалён от села Новая Жизнь на расстояние 10 км, от города Будённовска — на 14 км.

## История
В 1939 году на базе Трудпосёлка № 4 созданного НКВД из раскулаченных крестьян были организованы колхозы: им. Кирова, «Новая Жизнь», «Победа», им. Чкалова.
В 1946 году ликвидируется спецкомендатура НКВД, а Трудпосёлок № 4 переименовывается в село Новая Жизнь, а колхоз им. Чкалова — в посёлок Чкаловский. Недалеко от посёлка Чкаловский был построен военный аэродром, на котором размещены два лётных боевых полка.
В конце 1980-х был запущен проект — превратить целинные земли окрестности посёлка Чкаловский в цветущий дачный городок. В соседнем городе Будённовске реализовали земельные участки. Но вода подведена так и не была, автобусное сообщение с посёлком было неудовлетворительным и проект не был осуществлён.
До 16 марта 2020 года посёлок входил в упразднённый Новожизненский сельсовет.

## Население
| 1989 | 2002 | 2010 | 2012 | 2014 |
| ---- | ---- | ---- | ---- | ---- |
| 467  | ↘455 | ↗518 | ↘504 | ↘500 |

По данным переписи 2002 года в национальной структуре населения преобладают русские (76 %).

## Инфраструктура
Медицинскую помощь оказывает фельдшерско-акушерский пункт.
Посёлок имеет хорошее дорожное сообщение с городом Будённовск, газифицирован.
В 300 м к западу от Чкаловского расположено общественное открытое кладбище площадью 20 тыс. м².

## Учебные заведения
Своей школы нет, детей возят учиться в село Новая Жизнь.

## Экономика
Единственная МТФ, построенная в советское время, разрушена, многие жители ежедневно ездят на работу на городские предприятия. Рядом с посёлком проходит железнодорожная ветка Будённовск — Благодарный. Ежедневно на Чкаловскую нефтеналивную станцию приходит состав, который заполняют нефтью и отправляют в Туапсе, а оттуда морем за границу.
Посёлок является отделением СПК колхоза «Прикумский».

## Памятники
- Братская могила советских воинов, погибших при обороне с. Новая Жизнь от фашистских захватчиков. 1942, 1949 годы[12]

## Интересные факты
Утром 26 мая 1991 года неподалёку от посёлка на пшеничном поле были зафиксированы шесть правильных «кругов» диаметр каждого составлял 7 метров, и два небольших прямоугольника. Происхождение феномена неизвестно. Общая площадь смятого поля составляла 0,2 гектара без какой-либо строгой геометрической конфигурации.